# The Galley Slave (film 1915)
The Galley Slave è un film muto del 1915 diretto da J. Gordon Edwards. 
La sceneggiatura si basa su The Galley Slave, un lavoro teatrale di Bartley Campbell andato in scena a New York nel 1879.

## Trama
Francesca sposa il pittore Antoine Brabaut, contro il parere di suo padre. La donna comincia a pentirsi della sua scelta quando il marito la manda a chiedere del denaro allo zio, ricco e misantropo. Quest'ultimo accetterebbe di darle una grossa somma se lei lo ricambiasse sessualmente. Francesca rifiuta sdegnata e lo zio, dichiarando che ha voluto metterla alla prova, decide di darle il denaro sufficiente a mantenere lei e la sua bambina. Ma, colpito da infarto, l'uomo muore, lasciando erede del titolo e della sua fortuna il nipote. Antoine, che ormai non ha più bisogno di Francesca, la lascia.
Qualche tempo dopo, a Firenze, Francesca ha trovato lavoro come modella per un artista americano fidanzato con l'ereditiera Cecily Blaine. La madre di Cecily vorrebbe che lei sposasse un titolato e Antoine progetta di chiederla in moglie. Francesca minaccia di smascherarlo, ma lui convince Cecily che il pittore e Francesca sono sposati e, così, riesce a ottenere la mano della ragazza. Per liberarsi del pittore e della moglie, Antoine li accusa falsamente di furto e i due sono mandati in carcere ma poi l'uomo viene scoperto. Mentre cerca di rapire la loro bambina, Francesca gli spara. Ora Cecily è libera e può sposare il suo pittore.

## Produzione
Il film fu prodotto dalla Fox Film Corporation.

## Distribuzione
Distribuito dalla Fox Film Corporation, il film - presentato da William Fox - uscì nelle sale cinematografiche USA il 28 novembre 1915.
Non si conoscono copie ancora esistenti della pellicola che viene considerata presumibilmente perduta.